# Salvatore Nicolosi
Salvatore Nicolosi (Pedara, 20 febbraio 1922 – Noto, 10 gennaio 2014) è stato un vescovo cattolico italiano.

## Biografia
Il 22 ottobre 1944 è ordinato sacerdote per l'arcidiocesi di Catania.
Il 21 marzo 1963 papa Giovanni XXIII lo nomina vescovo di Lipari. Riceve la consacrazione episcopale il 21 aprile 1963.
Partecipa al Concilio Vaticano II.
Il 27 giugno 1970 papa Paolo VI lo nomina vescovo di Noto. Celebra il sinodo diocesano.
Dopo 28 anni di ministero episcopale, il 19 giugno 1998 diviene vescovo emerito di Noto.
Muore il 10 gennaio 2014. Il suo corpo riposa nella cattedrale di Noto.

## Genealogia episcopale
La genealogia episcopale è:
- Cardinale Scipione Rebiba
- Cardinale Giulio Antonio Santori
- Cardinale Girolamo Bernerio, O.P.
- Arcivescovo Galeazzo Sanvitale
- Cardinale Ludovico Ludovisi
- Cardinale Luigi Caetani
- Cardinale Ulderico Carpegna
- Cardinale Paluzzo Paluzzi Altieri degli Albertoni
- Papa Benedetto XIII
- Papa Benedetto XIV
- Papa Clemente XIII
- Cardinale Marcantonio Colonna
- Cardinale Giacinto Sigismondo Gerdil, B.
- Cardinale Giulio Maria della Somaglia
- Cardinale Carlo Odescalchi, S.I.
- Cardinale Costantino Patrizi Naro
- Cardinale Lucido Maria Parocchi
- Papa Pio X
- Papa Benedetto XV
- Papa Pio XII
- Cardinale Carlo Confalonieri
- Vescovo Salvatore Nicolosi